# یلنا آندریوک
یلنا آندریوک (انگلیسی: Yelena Andreyuk؛ زادهٔ ۲۳ نوامبر ۱۹۵۸) بازیکن والیبال اهل اتحاد جماهیر شوروی سوسیالیستی بود.